# Умершие в ноябре 1945 года
Это список известных людей, соответствующих установленным критериям значимости (см. Википедия:Критерии значимости персоналий), умерших в ноябре 1945 года.
Причина смерти указывается лишь в исключительных случаях (убийство, самоубийство, гибель в результате военных действий, смертная казнь, ДТП или несчастные случаи). В остальных случаях — не указывается.

## 1 ноября
- Николай Хмелёв (44) — советский актёр.

## 2 ноября
- Эбергард Шеллер — участник Первой мировой войны, сотрудник германской военной разведки; капитан.

## 7 ноября
- Алексей Сидоришин (24) — Герой Советского Союза.

## 12 ноября
- Николай Горюшкин (29) — дважды Герой Советского Союза.

## 13 ноября
- Александер-Синклер, Эдвин — ,британский адмирал (1927), участник Первой мировой войны и Эстонской войне за независимость.

## 16 ноября
- Николай Маркелов (25) — старший лейтенант Рабоче-крестьянской Красной Армии, участник Великой Отечественной войны, Герой Советского Союза.
- Енё Янович (72) — австро-венгерский и венгерский режиссёр, сценарист и актёр эпохи немого кино.

## 17 ноября
- Йоханнес Паульсен (66) — эстонский скрипач, дирижёр и музыкальный педагог.

## 18 ноября
- Ви́таутас Бичю́нас (52) — литовский критик, драматург, режиссёр, прозаик, художник.
- Михаил Кодочигов — старшина Рабоче-крестьянской Красной Армии, участник Великой Отечественной войны, Герой Советского Союза.
- Яков Тамаркин (57) — российско-американский математик.

## 19 ноября
- Альмен, Рут (75) — шведская преподавательница музыки, композитор и писательница.
- Сергей Люпов (75) — русский военный, генерал-лейтенант, один из активных участников белого движения.

## 26 ноября
- Василий Панфилов (30) — Герой Советского Союза.

## 29 ноября
- Виктор Ершов (40) — Герой Советского Союза.

## 30 ноября
- Айни, Мехмет Али (77) — турецкий чиновник, религиовед и педагог.